# Цифрова крепост
„Цифрова крепост“ е роман, написан от американския писател Дан Браун. В книгата се разкриват тайните на АНС (Агенция за национална сигурност на САЩ). Тази тайна организация всъщност се оказва известна на едва 3% от американските граждани. Убит е бивш служител на АНС, който се слави със своята гениалност в областта на компютърните технологии. Създал е неразбиваем шифър за защита на електронните пощи, който застрашава работата на АНС и сигурността на САЩ.